# مقاطعة أنفا
مقاطعة أنفا أو مقاطعة آنفا هي إحدى المقاطعات الثلاث المشَكّلة لعمالة المقاطعات المسماة الدار البيضاء آنفا، وذلك ضمن عمالة الدار البيضاء غرب المغرب.
```
تضم مقاطعة آنفا المدينةَ العتيقةَ 
للدار البيضاء
 و تأوي 95.539 نسمة (حسب الإحصاء الرسمي 2004).
[
3
]
```